# Sinclair Weeks
Pour les articles homonymes, voir Weeks.
Charles Sinclair Weeks dit Sinclair Weeks, né le 15 juin 1893 à Newton (Massachusetts) et mort le 7 février 1972 à Concord (Massachusetts), est un homme politique américain. Membre du Parti républicain, il est secrétaire au Commerce entre 1953 et 1958 dans l'administration du président Dwight D. Eisenhower.

## Biographie
Il est le fils de l'homme politique John W. Weeks et de Martha Aroline Sinclair Weeks.

## Source
- (en) Cet article est partiellement ou en totalité issu de l’article de Wikipédia en anglais intitulé « Sinclair Weeks » (voir la liste des auteurs).